# Natig Shirinov
Natig Shirinov (né en 1975 à Bakou en Azerbaïdjan) est un percussionniste azéri et le leader du collectif musical Natig Shirinov's Rhythm Group. Il est souvent reconnu comme le plus grand joueur de nagara du Caucase. Il a révolutionné la technique du nagara en expérimentant des mesures et des styles de percussion à la main. Il est également connu pour être le premier compositeur de rythme en Azerbaïdjan. Avec son collectif musical, Natig Shirinov a été salué, notamment de 1999 à 2007, où il a parcouru le monde en faisant partie du groupe folk de Alim Qasimov. Il a également collaboré avec un certain nombre d'anciens musiciens comme Misirli Ahmet, Ruslana et Billy Cobham.
En septembre 2007, Natig Shirinov est récompensé par le titre d'Artiste émérite d'Azerbaïdjan qui est l'un des plus hautes récompenses musicales azéris par un décret du président du pays  İlham Aliev. Le 22 mai 2012, son groupe participe à la première demi-finale du Concours Eurovision de la chanson 2012 qui a eu lieu à Bakou en tant que numéro d'intermède.

## Discographie
- My World I (2004)
- My World II (2006)

## Filmographie
- The Bridge (2003)
- Fortesses of Azerbaijan : Dashkasan-Gadabay (2008)